# 罗纳德·赖利
罗纳德·赖利（英語：Ronald Riley，1947年9月14日—），澳大利亚男子曲棍球运动员。他曾代表澳大利亚国家队参加1968年、1972年和1976年夏季奥林匹克运动会曲棍球比赛，获得二枚银牌。